# Diana Coomans
Diana Coomans (Parijs, 16 augustus 1861 - New York, 18 juni 1952) was een Belgisch kunstschilder, gespecialiseerd in historieschilderkunst.

## Biografie
Diana Coomans werd in 1861 geboren in Parijs als dochter van de Belgische kunstschilder Joseph Coomans en Adélaïde Lacroix (1838-1884). Haar oudere zus Heva Coomans was eveneens kunstschilder en haar halfbroer Oscar Coomans de Brachène (1848-1884) was een schrijver en dichter. 
Zij en haar zus waren leerlingen van hun vader en net als hij specialiseerden ze zich in romantische afbeeldingen van de inwoners van Pompeï voor de uitbarsting van de Vesuvius in 79. Haar vader kreeg internationale erkenning en werd zeer gewaardeerd door Amerikaanse verzamelaars. De zussen Coomans vergezelden hun vader op een eerste reis naar de Verenigde Staten (naar Philadelphia en New York) tussen oktober 1888 en juni 1889. Hij stierf kort na hun terugkeer naar Europa, maar Diana en Heva keerden in de jaren 1890 regelmatig terug naar New York en in 1910 vestigden ze zich daar permanent en gaven lessen in tekenen en schilderen.
In haar artikel Heredity in Art uit 1895 vergeleek Hillary Bell de techniek van de twee zussen en beschouwde Diana als "volwassener", hoewel "ze hiaten heeft in haar kennis van clair-obscur en ze moet proberen de benen en voeten van haar modellen beter aan hun lichaam te verbinden". Ze werd mogelijk ook beïnvloed door de kunstenaar Lourens Alma Tadema (1836-1912), die schilderijen maakte met scènes uit het dagelijks leven tijdens de oudheid.
Haar werk Dans le Gynécée werd opgenomen in het boek Women Painters of the World uit 1905.

## Werken (selectie)
- A la fontaine
- A la source Kallirhoé
- Anticipation (in privécollectie)
- Attentive
- Au puits (in privécollectie)
- Au Putéum
- Aux Dieux lares
- Dans le Gynécée, 1885
- L'élégie
- La Fileuse

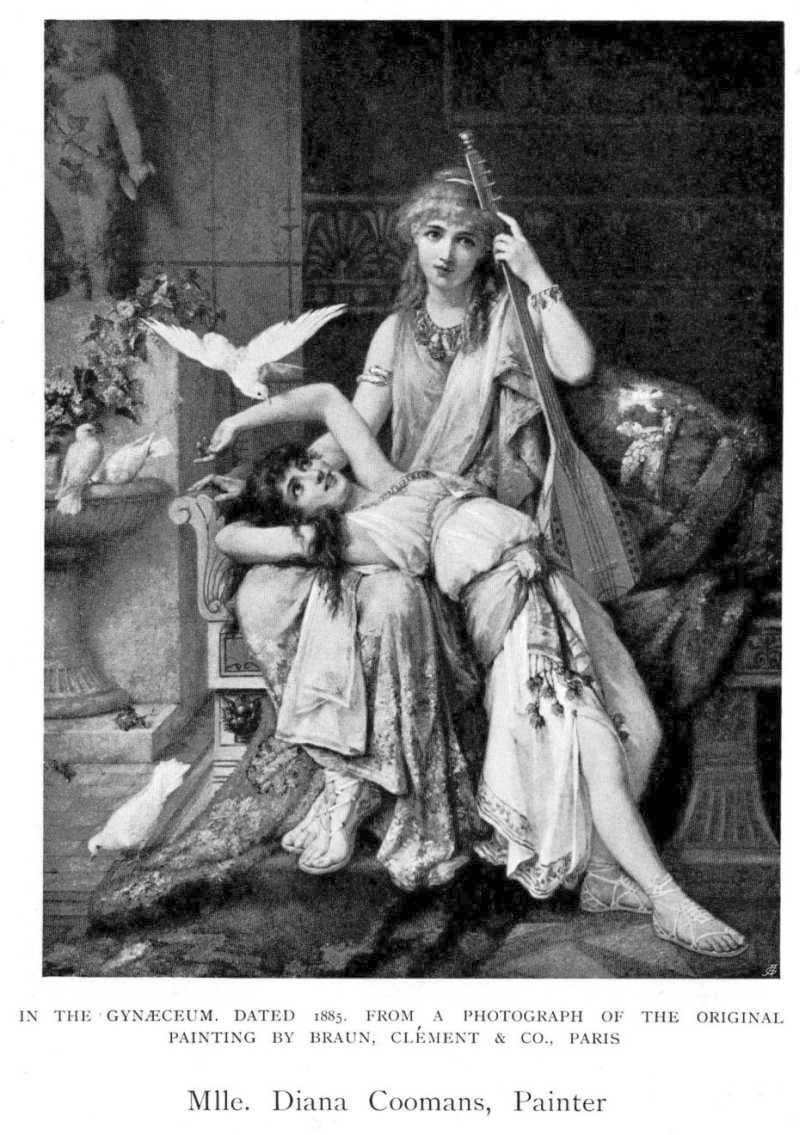
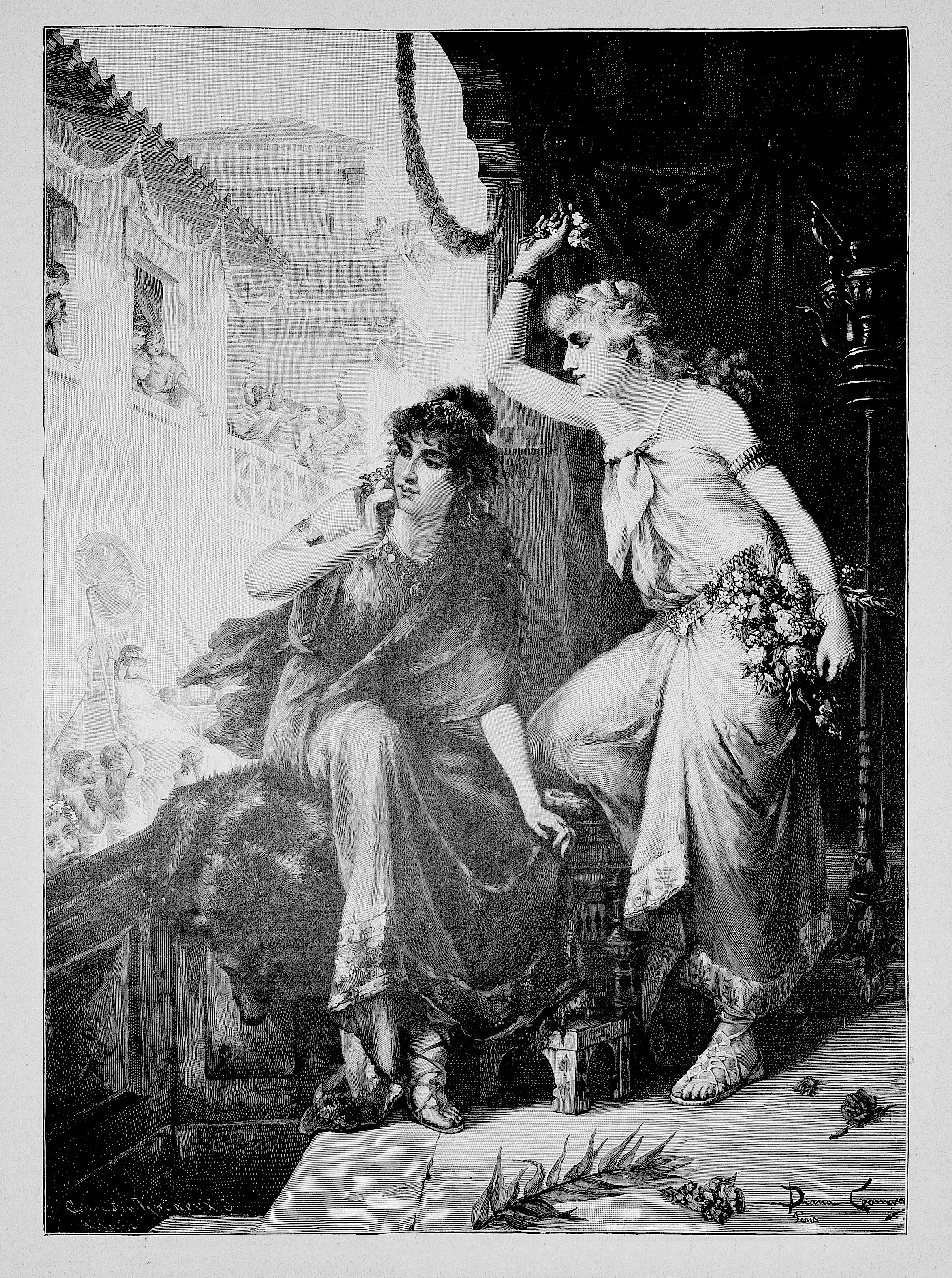
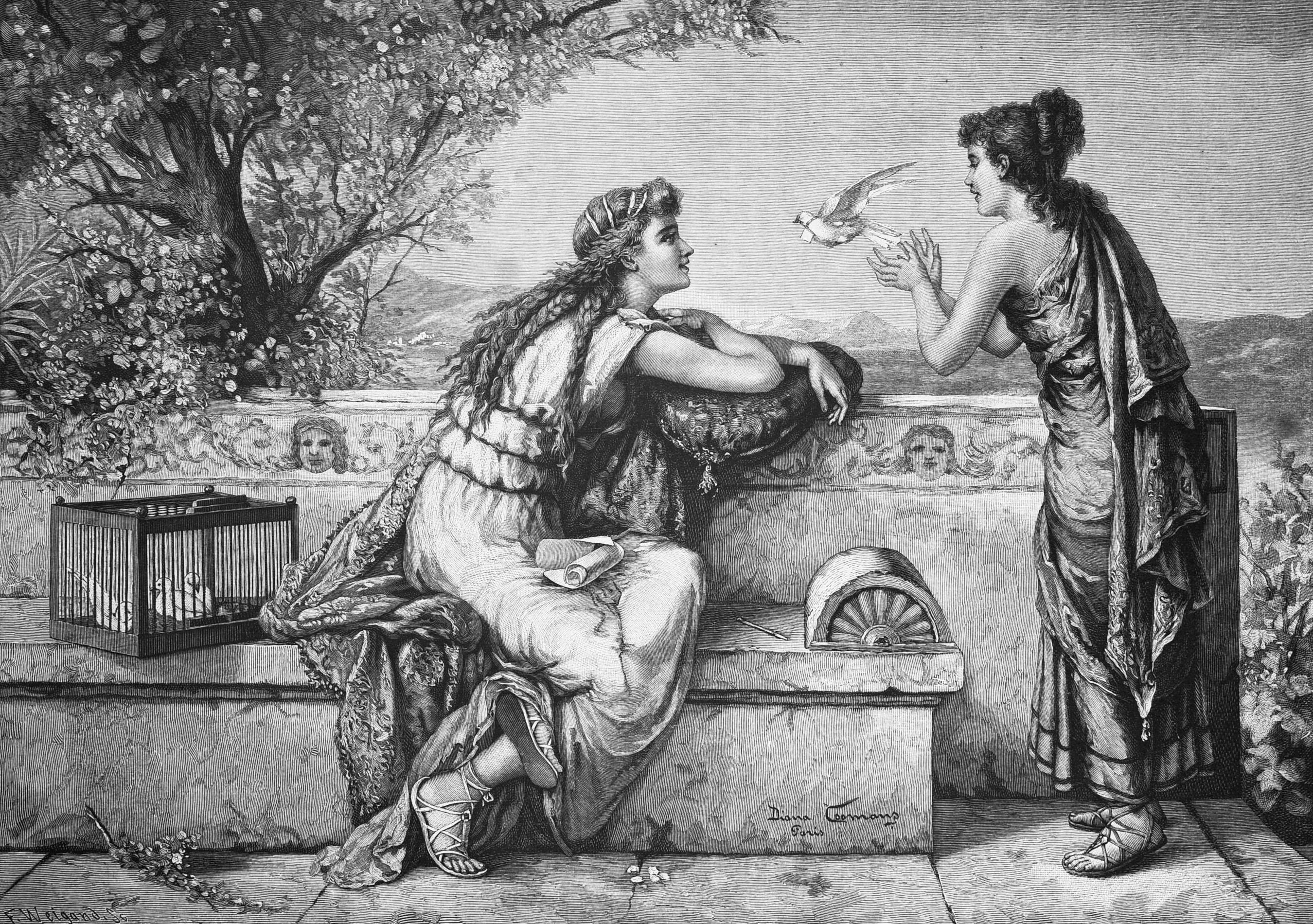

- Hommage à Cupidon (in privécollectie)
- Joueuse de Lyre, 1886
- Lesbie
- Marchande de fruits à Pompéi
- Messager fidèle
- Perplexité, 1899
- Le Poème
- Pomone (in privécollectie)
- Repos
- Les Trois Grâces, 1885 (in privécollectie)
- Une fête à Pompéi

- Bibliothèque nationale de France: cb14971895p (data)
- International Standard Name Identifier: 0000 0004 1810 0413
- Nationale bibliotheek van Australië: 60597678
- RKD-Nederlands Instituut voor Kunstgeschiedenis: 18124
- Union List of Artist Names: 500132140
- Virtual International Authority File: 29804873